# Liste d'émulateurs d'ordinateur
 (décembre 2024).
La mise en forme du texte ne suit pas les recommandations de Wikipédia : il faut le « wikifier ».
Les points d'amélioration suivants sont les cas les plus fréquents. Le détail des points à revoir est peut-être précisé sur la page de discussion.
- Les titres sont pré-formatés par le logiciel. Ils ne sont ni en capitales, ni en gras.
- Le texte ne doit pas être écrit en capitales (les noms de famille non plus), ni en gras, ni en italique, ni en « petit »…
- Le gras n'est utilisé que pour surligner le titre de l'article dans l'introduction, une seule fois.
- L'italique est rarement utilisé : mots en langue étrangère, titres d'œuvres, noms de bateaux, etc.
- Les citations ne sont pas en italique mais en corps de texte normal. Elles sont entourées par des guillemets français : « et ».
- Les listes à puces sont à éviter, des paragraphes rédigés étant largement préférés. Les tableaux sont à réserver à la présentation de données structurées (résultats, etc.).
- Les appels de note de bas de page (petits chiffres en exposant, introduits par l'outil «  Source ») sont à placer entre la fin de phrase et le point final[comme ça].
- Les liens internes (vers d'autres articles de Wikipédia) sont à choisir avec parcimonie. Créez des liens vers des articles approfondissant le sujet. Les termes génériques sans rapport avec le sujet sont à éviter, ainsi que les répétitions de liens vers un même terme.
- Les liens externes sont à placer uniquement dans une section « Liens externes », à la fin de l'article. Ces liens sont à choisir avec parcimonie suivant les règles définies. Si un lien sert de source à l'article, son insertion dans le texte est à faire par les notes de bas de page.
- La présentation des références doit suivre les conventions bibliographiques. Il est recommandé d'utiliser les modèles {{Ouvrage}}, {{Chapitre}}, {{Article}}, {{Lien web}} et/ou {{Bibliographie}}. Le mode d'édition visuel peut mettre en forme automatiquement les références.
- Insérer une infobox (cadre d'informations à droite) n'est pas obligatoire pour parachever la mise en page.

Pour une aide détaillée, merci de consulter Aide:Wikification.
Si vous pensez que ces points ont été résolus, vous pouvez retirer ce bandeau et améliorer la mise en forme d'un autre article.
Liste d'émulateurs d'ordinateur
Macintosh
- vMac (Mac Plus) multiples plates-formes
- Mac on Linux Pour GNU/Linux PPC (Licence GPL)
- Basilisk II (Mac 68k)
  - multiples plates-formes
  - Licence GPL
  - archive de 2002 du site
  - Guide d'installation actuel
- PearPC (PowerMac OS X) Pour de multiples plates-formes Windows, GNU/Linux, Unix (Licence GPL)
- SheepShaver (PowerMac OS 7/8/9) pour GNU/Linux, Windows et BeOS
- Mini vMac (Macintosh Classic) pour Windows et Mac OS

x86
- Bochs multiples plates-formes
- QEMU multiples plates-formes

MSX
- RuMSX Pour Windows (Gratuiciel)

Oric
- Euphoric Pour Windows, GNU/Linux, Macintosh  (GPL)

Thomson
- Emulation de TO7, TO7/70, TO8, TO8D, TO9, TO9+ Pour Windows, GNU/Linux,(GPL)
- DCMO5, émulateur de MO5 multi-plateforme (GPL)
- DCMOTO, émulateur de tous les micro-ordinateurs de la gamme Thomson, pour Windows

Multi Ordinateurs
- MESS existe pour de multiples plates-formes Windows, Macintosh, GNU/Linux...

Sega SC-3000
- Meka pour Windows

Amstrad CPC
- Arnold pour Windows, Macintosh et Linux
- CaPriCe32 pour Windows

- CPC++ pour PowerMac, Solaris et Linux
- CPCE pour DOS, DPMI et Windows
- NO$CPC pour DOS et Windows
- WinAPE pour Windows
- Xcpc pour UNIX et Linux
- Reloaded pour GNU/Linux, UNIX, Mac OS X, Windows...

Atari ST
- Site d'ARAnyM, ARAnyM pour Windows, GNU/Linux.
- Site de Steem, Steem pour Windows, GNU/Linux (Graticiel)
- Site de Saint, Saint pour Windows.

Amiga
- WinFellow pour Windows
- UAE pour GNU/Linux (FAQ)
- WinUAE pour Windows

()
Commodore 64
- Vice pour GNU/Linux (GPL)
- Frodo pour BeOS/Unix/MacOS/AmigaOS/RiscOS/Windows/EPOC/...
- CCS64 pour GNU/Linux et Windows
- Route 64 pour  eclipse

DOS
- DOSEMU pour GNU/Linux (GPL)
- DOSBox pour GNU/Linux et Windows (GPL)

Palm OS
- POSE

Diverses machines de jeux d'arcade
- MAME pour Windows
- XMAME pour Unix
- MacMAME et MAME OS X pour Macintosh

Ordinateurs anciens
- SIMH peut émuler :
Data General Nova, Eclipse
Digital Equipment Corporation PDP-1, PDP-4, PDP-7, PDP-8, PDP-9, PDP-10, PDP-11, PDP-15, VAX
GRI Corporation GRI-909
IBM 1401, 1620, 1130, System 3
Interdata (Perkin-Elmer) 16b and 32b systems
Hewlett-Packard 2116, 2100, 21MX
Honeywell H316/H516
MITS Altair 8800 (cpu 8080 ou Z80), système CPM
Royal-Mcbee LGP-30, LGP-21
Scientific Data Systems SDS 940

- Hercules émule les mainframes IBM série 370, 390 et z.

- Desktop CYBER Emulator émule des machines CDC, dont le 6600 et des CYBERs.

- UNIVAC émule les UNIVAC I et II.

- PDP-10 émule le DEC PDP-10, processeur KL10.